# Исмаилов, Азизбек Рустамович
Азизбек Рустамович Исмаилов (род. 8 октября 1995) — российский волейболист, связующий клуба «Белогорье». Чемпион Европы среди молодёжных команд (2014)